# Julio García Guzmán
Julio Rodolfo García Guzmán (Ciudad de Guatemala; 23 de noviembre de 1945) es un exfutbolista guatemalteco que se desempeñaba como portero.

## Trayectoria
Fue apodado como Nixon debido a su parentesco físico en el expresidente estadounidense Richard Nixon. Comenzó en el CSD Municipal de su ciudad natal en el año de 1963.
Después, fichó por los cremas del Comunicaciones en 1967, donde también ganó dos ligas en las campañas 1968-69 y 1970-71 y la Copa Fraternidad Centroamericana 1971. Luego se trasladó a varios equipos como el Aurora, nuevamente Municipal, Juventud Retalteca, Tiquisate, Galcasa, Suchitepéquez, Finanzas Industriales, Tipografía Nacional y se retiró en 1986.

## Selección nacional
Fue titular en el Campeonato de Naciones de la Concacaf de 1967 que ganó la selección de Guatemala, el único trofeo continental de su país.
Participó en los Juegos Olímpicos de México 1968, donde quedó en cuartos de final tras ser eliminado por la futura campeona Hungría por 1-0. Posteriormente, estuvo en otros Juegos Olímpicos, esta vez en Montreal 1976, quedando en fase de grupos.

### Participaciones en Juegos Olímpicos
| Torneo                   | Sede     | Resultado        |
| ------------------------ | -------- | ---------------- |
| Juegos Olímpicos de 1968 | México   | Cuartos de final |
| Juegos Olímpicos de 1976 | Montreal | Primera ronda    |

## Clubes
| Club                  | País      | Año       |
| --------------------- | --------- | --------- |
| Municipal             | Guatemala | 1964-1968 |
| Comunicaciones        | Guatemala | 1968-1972 |
| Aurora                | Guatemala | 1972-1973 |
| Municipal             | Guatemala | 1973-1974 |
| Juventud Retalteca    | Guatemala | 1974-1975 |
| Municipal             | Guatemala | 1975-1976 |
| Tiquisate             | Guatemala | 1976-1977 |
| Municipal             | Guatemala | 1977-1978 |
| Galcasa               | Guatemala | 1978-1979 |
| Suchitepéquez         | Guatemala | 1979-1980 |
| Aurora                | Guatemala | 1980-1981 |
| Tipografía Nacional   | Guatemala | 1981-1982 |
| Finanzas Industriales | Guatemala | 1982-1983 |
| Aurora                | Guatemala | 1983-1984 |
| Tipografía Nacional   | Guatemala | 1984-1986 |

## Palmarés

### Títulos nacionales
| Título                    | Equipo         | País      | Año     |
| ------------------------- | -------------- | --------- | ------- |
| Liga Nacional             | Municipal      | Guatemala | 1963-64 |
| Liga Nacional             | Municipal      | Guatemala | 1965-66 |
| Copa Nacional             | Municipal      | Guatemala | 1967    |
| Copa Campeón de Campeones | Municipal      | Guatemala | 1967    |
| Liga Nacional             | Comunicaciones | Guatemala | 1968-69 |
| Copa Nacional             | Comunicaciones | Guatemala | 1970    |
| Liga Nacional             | Comunicaciones | Guatemala | 1970-71 |

### Títulos internacionales
| Título                                | Equipo (*)     | País      | Año  |
| ------------------------------------- | -------------- | --------- | ---- |
| Campeonato de Naciones de la Concacaf | Guatemala      | Honduras  | 1967 |
| Copa Fraternidad Centroamericana      | Comunicaciones | Guatemala | 1971 |
| Copa Fraternidad Centroamericana      | Municipal      | Guatemala | 1977 |

(*) Incluyendo la Selección.

### Distinciones individuales
| Distinción                                     | Año     |
| ---------------------------------------------- | ------- |
| Menos vencido de la Liga Nacional de Guatemala | 1970-71 |
| Menos vencido de la Liga Nacional de Guatemala | 1971    |